# Ozoir-le-Breuil
Ozoir-le-Breuil era un comune francese di 441 abitanti situato nel dipartimento dell'Eure-et-Loir nella regione del Centro-Valle della Loira. Dal 1° gennaio 2017 è comune delegato del nuovo comune di Villemaury.

## Società

### Evoluzione demografica
Abitanti censiti